# Camino Natural dos Arrieiros
El Camino Natural dos Arrieiros es un itinerario perteneciente a la Red de Caminos Naturales de España, un proyecto desarrollado por el Ministerio de Agricultura, Pesca y Alimentación (MAPA), que se encarga de la recuperación de antiguas infraestructuras relacionadas con el transporte y la comunicación, que actualmente se encuentran en desuso o en estado de abandono, para su uso senderista y ciclista.
El trazado de este camino natural transcurre por paisajes de robles y bosques de ribera que se entrelazan con numerosos riachuelos y cuentan con una excelsa biodiversidad.

## Localización
Situado en la provincia de Orense, muy cerca del concejo de Carballino, este camino natural recibe su nombre de la ruta que utilizaban los transportistas medievales que llevaban vino de Ribeiro hasta Compostela, también llamados arrieiros.

## Descripción por tramos
La ruta, de 9,8 kilómetros, consta de un solo tramo con el pequeño municipio de Fonteantiga, como punto de partida. Desde aquí, parte una pista de grava entre fresnos, castaños y alisos que transcurre pegada al cauce del arroyo Regato do Fondos. Transcurridos unos metros se llega a una fuente a la derecha y luego se pasa a un camino empedrado que sigue adelante por un bosque de alisos, hasta cruzar un puente de piedra que sirve de acceso para los viñedos de Lodeiro, en el que hay un caserío que cuenta con capilla propia. Sigue el Camino por un bosque de ribera hasta San Fiz de Varón. El Camino cruza el casco urbano y posteriormente un puente para luego girar a la izquierda, y continúa junto a cauce del río para volver a cruzar por un puente, donde hay un molino de agua, llevando al viajero directamente al pueblo de O Varón entre huertas. En este punto se debe continuar recto para girar a la derecha más adelante, entre un hórreo y una casa tradicional de la zona, para dejar atrás el casco urbano.
Siguiendo el sendero, se llega a un cruce junto a otro molino de agua tradicional, y tras girar a la derecha se cruza un puente de piedra sobre el río y se continúa por la orilla izquierda hasta llegar al desvío que va hacia A Fraga. En este punto, el Camino se aleja del río, y sube por unas escaleras empinadas hasta llegar al pueblo abandonado de Sona.
Después de salir del pueblo, se pueden optar por tres alternativas. Si el viajero decide ir hacia la derecha, se llega al área recreativa de Porto de Eguas, si decide ir a la izquierda, pasará una fuente y continuará en paralelo a la carretera OU-210 que va por una pista de grava hasta llegar al área recreativa de Partovia; y si, por el contrario, decide continuar de frente, llegará a un nuevo cruce donde habrá que girar a la izquierda por una pista de tierra en dirección a O Covelo, llegando a esta población tras pasar junto a un vertedero y atravesar otros tres cruces.
Desde este punto, vuelven a salir dos ramales, que llevan al caminante hasta el pueblo de Grovas y al río Varón, si se toma el desvío a la izquierda, y a la iglesia de Partovia, a la derecha, donde, de nuevo se divide en dos: un sendero a la derecha que llega hasta Refoxo, y otro hacia la izquierda que conduce a As Caldas.
Hay otro ramal que sale desde O Covelo, en dirección norte, que transcurre por pista de grava escoltada por robles y que, tras dejar atrás el área recreativa de Penedo, continúa recto hasta el municipio de Mesego. Tras cruzar el río, el recorrido sube hasta llegar a una pista de grava que lleva a la iglesia de la localidad.
El Camino Natural continúa de frente, llegando hasta Grovas, donde sale otro ramal que comunica con O Covelo. Continuando de frente, tras pasar un cruce y seguir recto, se llega a una pista de grava con barandilla de madera que lleva a una carretera asfaltada que conduce a A Fraga, donde tras un tramo de escaleras se comunica con la pista que lleva de nuevo a Fonteantiga, punto final de este recorrido circular.

## Puntos de interés

### O Carballiño
En esta localidad se encuentra la iglesia de la Vera Cruz, conocida popularmente como “iglesia nueva” para diferenciarla de la otra iglesia que tiene la población. Es conocida por su original arquitectura. Su construcción comenzó en los años 40 y cuenta con una gran mezcla de estilos arquitectónicos y escultóricos (bizantino, prerrománico, románico y gótico). Fue diseñado por el arquitecto Antonio Palacios que no pudo ver terminada su obra, ya que falleció antes de su conclusión. Cuenta con una torre de más de 60 metros de altura y casi 6.000 arcos. Está declarada Bien de Interés Cultural.
La localidad es también conocida por sus aguas termales, de las que se tienen informaciones desde la época romana, donde destacan Las Caldas de Partovia y en el Gran Balneario. Éste último, se inauguró en 1816 a las orillas del río Arenteiro, y se encuentra ubicado dentro de un jardín con árboles centenarios.